# МКС-52
МКС-52 — пятьдесят вторая долговременная экспедиция Международной космической станции (МКС). Начало экспедиции — это момент отстыковки от станции корабля «Союз МС-03» 2 июня 2017 года, 14:10 UTC. В состав экспедиции вошёл экипаж корабля «Союз МС-04» из 2 человек, ранее прибывших на станцию и работавших в предыдущей экспедиции МКС-51, а также американская женщина-астронавт Пегги Уитсон из состава экипажа корабля «Союз МС-03». 28 июля 2017 года, 22:01 UTC экспедиция пополнилась экипажем космического корабля «Союз МС-05». С этого момента в экспедиции работало 6 человек. Завершилась экспедиция в момент отстыковки от станции корабля «Союз МС-04» 2 сентября 2017 года, 21:58 UTC. В этот момент экипаж пилотируемого корабля миссии Союз МС-05 начал работу экспедиции МКС-53.

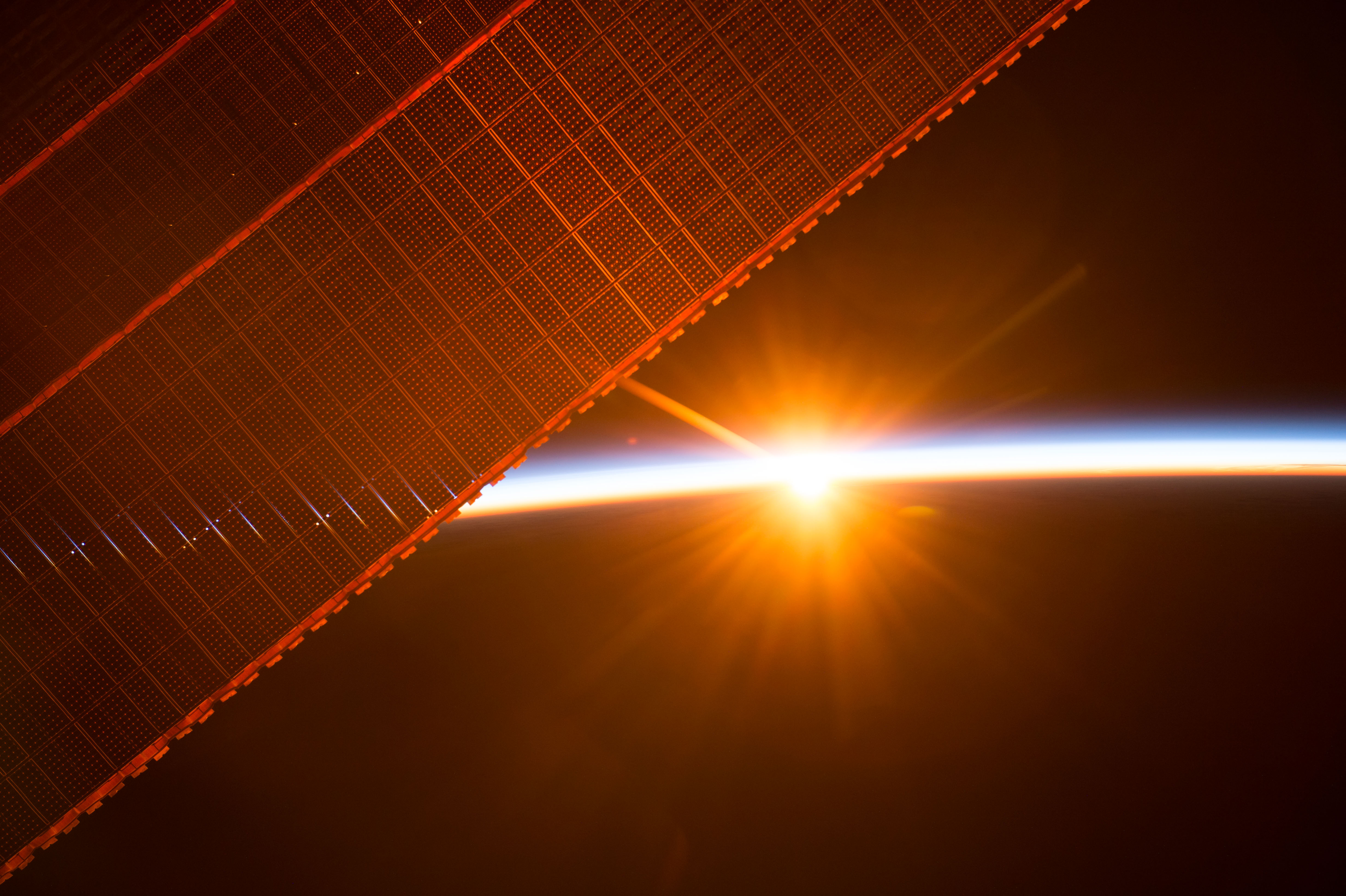
Восход на космической станции (июль 2017)

## Экипаж
| Должность   | Первая Часть (2 июня 2017 — 28 июля 2017) | Вторая Часть (28 июля — 2 сентября 2017) | № полёта | Корабль доставки |
| ----------- | ----------------------------------------- | ---------------------------------------- | -------- | ---------------- |
| Командир    | Федор Юрчихин, Роскосмос                  | Федор Юрчихин, Роскосмос                 | 5        | Союз МС-04       |
| Бортинженер | Джек Фишер, НАСА                          | Джек Фишер, НАСА                         | 1        | Союз МС-04       |
| Бортинженер | Пэгги Уитсон, НАСА                        | Пэгги Уитсон, НАСА                       | 3        | Союз МС-03       |
| Бортинженер |                                           | Сергей Рязанский, Роскосмос              | 2        | Союз МС-05       |
| Бортинженер |                                           | Рэндольф Брезник, НАСА                   | 1        | Союз МС-05       |
| Бортинженер |                                           | Паоло Несполи, ЕКА                       | 3        | Союз МС-05       |

При возвращении на Землю 3 сентября 2017 года на космическом корабле Союз МС-04 Пегги Уитсон установила несколько мировых рекордов для женщин в космосе, включая длительность одного космического полёта (289 суток 5 часов 2 минуты) и суммарный налёт в космосе (665 суток 22 часа 22 минуты). Кроме того, Пегги Уитсон провела самую длительную по времени для женщин работу на МКС за один полет (286 дней 23 часов 59 минут 45 секунд) и установила новый рекорд среди женщин по суммарной продолжительности работы на МКС - за 5 экспедиций (МКС-5,МКС-16, МКС-50/51/52 ) 654 дня 18 часов 41 минуту 7 секунд.

## Основные научные цели
- тестирование солнечных батарей Roll-Out Solar Array[4].
- изучение физики нейтронных звезд[4].
- изучение нового лекарства от остеопороза (опыты на грызунах)[4].
- изучение побочных эффектов воздействия микрогравитации на сердце (опыты на мухах)[4].

## Ход экспедиции

### Выход в открытый космос
- 17 августа 2017 года,  Федор Юрчихин и  Сергей Рязанский, из модуля Пирс, длительность 7 часов 34 минуты, выполнение работ на поверхности российского сегмента МКС, ручной запуск наноспутников[5].

### Принятые грузовые корабли
1. SpaceX CRS-11, запуск 4 июня 2017 года, стыковка 5 июня 2017 года.
2. Прогресс МС-06, запуск 14 июня 2017 года, стыковка 16 июня 2017 года.
3. SpaceX CRS-12, запуск 14 августа 2017 года, стыковка 16 августа 2017 года.